# 拉基族
拉基族是越南官方認定的54個少數民族之一，主要分布在最北部的河江省和老街省。根據1999年人口普查結果，越南共有拉基族10,765人。
在中國境內有1600多拉基人，主要居住在雲南省文山州的馬關縣境內，卻被中国政府识别为彝族。中國拉基人有7個支系。

其語言拉基語屬于壯侗語系仡央语族。